# Sprague (Washington)
Sprague é uma cidade localizada no estado norte-americano de Washington, no Condado de Lincoln.

## Demografia
Segundo o censo norte-americano de 2000, a sua população era de 490 habitantes.
Em 2006, foi estimada uma população de 485, um decréscimo de 5 (-1.0%).

## Geografia
De acordo com o United States Census Bureau tem uma área de
1,6 km², dos quais 1,6 km² cobertos por terra e 0,0 km² cobertos por água.

## Localidades na vizinhança
O diagrama seguinte representa as localidades num raio de 40 km ao redor de Sprague.